# Femmes artistes autochtones en Amérique du Nord à l'ère postcoloniale
 (mars 2017).
Si vous disposez d'ouvrages ou d'articles de référence ou si vous connaissez des sites web de qualité traitant du thème abordé ici, merci de compléter l'article en donnant les références utiles à sa vérifiabilité et en les liant à la section « Notes et références ».
 (mars 2017).
- Si vous ne connaissez pas le sujet, laissez ce bandeau (vous pouvez alors contacter les auteurs).
- Si vous supprimez le contenu mis en cause (vous pouvez préalablement contacter les auteurs),

argumentez précisément cette suppression dans la page de discussion
(un manque de référence n'est pas un argument ; une recherche réelle de référence doit avoir été effectuée, être formellement documentée).
Depuis la fin des années 1960 et le début des années 1970, l’art contemporain autochtone aux États-Unis et au Canada connaît une revitalisation sans précédent. 
Les revendications politiques issues des mouvements de lutte en faveur de la reconnaissance des droits sociaux dévolus aux minorités culturelles dans ces régions entretiennent des liens étroits avec les pratiques artistiques développées depuis lors. Les artistes femmes nées entre 1940 et le milieu des années 1980 créent des œuvres pluri-média associant démarches plastiques et réflexions sociales et politiques, en s’interrogeant sur la définition de la femme amérindienne contemporaine à l’époque du « post-colonialisme ».

## Leurs formations
Chacune de ces artistes sont diplômées d’écoles d’art (Institute of American Indian Arts (en), Santa Fe, Nouveau-Mexique, États-Unis notamment, Montana School of Photography) ou issues de formations universitaires en histoire de l’art et/ou en anthropologie (Université du Nouveau-Mexique, Université de Californie).
À travers leurs œuvres, chacune d'elles appréhende le corps comme un motif métaphorique pouvant renvoyer aux terres colonisées autochtones. Plaçant au cœur de leurs processus de création un acte de réappropriation d'images créées antérieurement (notamment durant les campagnes photographiques d'explorateurs et de photographes euro-américains au XIXe siècle), elles entament un processus de déconstruction des stéréotypes auxquels elles sont toujours confrontées, à la fois en raison de leur sexe et de leur race. Ces créations apparaissent ainsi comme des œuvres intersectionnelles.

## Artistes-femmes photographes
L’esthétique des œuvres photographiques créées est à mi-chemin entre la photographie artistique et la photographie documentaire, faisant de celles-ci des exemples de photographies de style documentaire.
Parmi elles, figurent entre autres : Amanda Strong (Metis-Cree/Anishinaabe), Ariel Smith (Nēhiyaw Iskwew/Jew), Ashley Browning (Pojoaque Pueblo), Buffy Sainte-Marie (Cree), Cara Romero (Chemehuevi), Carm Little Turtle (Navajo / Diné), Dana Claxton (Hunkpapa Lakota), Dayna Danger (Metis-Ojibway/Polonaise), Dorothy Grandbois (Turtle Mountain Chippewa), Erica Lord (Iñupiaq), Hulleah J. Tsinhnahjinnie (Dine/Seminole/Muskogee), Kali Spitzer (Kaska Dena/Jew), KC Adams (Metis), Lori Blondeau (Cree/Saulteaux), Matika Wilbur (Swinomish/Tulalip), Mercedes Dorame (Gabrielino/tribu Tongva), Meryl McMaster (Cree/Britannique/Néerlandaise), Nadya Kwandibens (Ojibwe (Anishinaabe)), Pamela J. Peters (Navajo / Diné), Pamela Shields, le collectif Rematriate, Rosalie Favell (Metis-Cree/Anglaise), Shelley Niro (Mohawk), Tamara Ann Burgh (Eskimo), Tiffiney Yazzie (Navajo ou Diné), Venaya Yazzie (Diné/Hopi), Wendy Red Star (Crow) et, enfin, Zoe Marieh Urness (Tlingit/Cherokee).

## Artistes-plasticiennes
Parmi elles, figurent entre autres : Anong Beam (Ojibwe), Brandee Caoba (Ohkay Owingeh Descent), Charlene Teters (Spokane), Debra Yeppa-Pappan (Pueblo/Korean), Gail Tremblay (Mi’Kmaq/Onondaga), Heidi BigKnife (Shawnee), Joane Cardinal Schubert, Jolene Rickard (Tuscarora), Lynne Allen (Standing Rock Indian Reservation, South Dakota), Marianne Nicolson (Kwakwaka'wakw), Marie Watt (Turtle Clan, Seneca Nation, Haudenosaunee), Merritt Johnson (Mohawk/Blackfoot), Naomi Bebo (Menominee/Hochunk), Rita Iringan(Dine/Filipino), Sally Larsen (Apache/Aleut), Santee Smith (Mohawk Nation, Turtle Clan), Sarah Sense (Choctaw/Chitimacha), Shan Goshorn (Cherokee), ou encore Tamara Ann Burgh (Eskimo).

## Artistes-performeuses, danseuses, chorégraphes autochtones
Parmi elles, figurent entre autres : Maria Hupfield (Anishinaabe), Charlene Vickers (Anishinaabe), Rebecca Belmore (Anishinabee), Rosy Simas (Seneca), Santee Smith (Mohawk Nation, Turtle Clan), Tanya Lukin Linklater (Alutiiq). Alexandrine Branchaud (nom de scène: Hanij Wuwu) (Anishinabee).

## Expositions collectives
Plusieurs de ces artistes ont été exposées ensemble. Il est possible de citer des expositions collectives telles que :
- « Steeling the Gaze : Portraits by Aboriginal Artists » [Du courage dans le regard : Portraits par des artistes autochtones], organisée au Canadian Museum of Contemporary Photography, National Gallery of Canada, en 2009[7] ; et également à la Mendel Art Gallery, Saskatoon, du 18 janvier 2013 au 10 mars 2013. Etaient alors présentées des œuvres de Rosalie Favell, KC Adams, Dana Claxton, Thirza Cuthand, Kent Monkman, et Shelley Niro.
- The Rebel Yells: Dress and Political Re-dress in Contemporary Indigenous Art [Le cri rebelle : habillement et redressement politique dans l’art autochtone actuel], organisée du 20 avril 2015 au 29 mai 2015, a présenté simultanément des œuvres de : Shelley Niro, Lori Blondeau, Dana Claxton, Dayna Danger, Rosalie Favell, et Meryl McMaster.